# Philip Martin (componist)
Philip James Martin (Dublin, 27 oktober 1947) is een Iers componist, muziekpedagoog en pianist.

## Levensloop
Martin studeerde piano bij Mabel Swainson en kreeg vervolgens een studiebeurs voor de Royal Academy of Music in Londen, waar hij onder anderen bij Franz Reizenstein studeerde. Gedurende zijn studie won hij verschillende prestigieuze prijzen en behaalde zijn diploma als uitvoerend pianist. Later studeerde hij bij Lennox Berkeley, Richard Rodney Bennett, Elizabeth Maconchy en privé bij Louis Kentner. Verder studeerde hij privé bij Yvonne Lefébure in Parijs.
Na de terugkomst naar Londen vierde hij zijn succesrijk concertdebuut in de Wigmore Hall. Als gevolg verzorgde hij als solist concerten met alle BBC-orkesten, het London Symphony Orchestra, London Sinfonietta, het Royal Philharmonic Orchestra, het Hallé Orchestra, het Bournemouth Symphony Orchestra, het City of Birmingham Symphony Orchestra en het Royal Liverpool Philharmonic Orchestra binnen en buiten Groot-Brittannië. Martin maakte concertreizen door Frankrijk, Italië, Nederland, Duitsland, Scandinavië, Turkije, de Verenigde Staten, Canada, Japan, Saoedi-Arabië, Egypte en Mexico. Beste kritieken kreeg hij voor zijn opnames met de gehele pianowerken van Louis Moreau Gottschalk bij het label Hyperion Records.
Naast zijn drukke werkzaamheden als pianist is hij bezig als componist en muziekpedagoog. Als docent voor piano en compositie is hij verbonden aan het Birmingham Conservatoire in Birmingham. Hij is lid van de Aosdána, Ireland's academy of creative artists. Martin is gastdocent bij het Tanglewood Music Center en bij het Aspen Music Festival and School.
Als componist schrijft hij werken voor verschillende genres, werken voor orkest, harmonieorkest, concerten voor instrumenten en orkest, koor- en kamermuziek. Zijn In Dublin's Fair City werd geschreven en uitgevoerd voor de millenniumwissel.
Hij is gehuwd met de sopraan Penelope Price Jones, die hem tot het schrijven van meer dan 300 liederen inspireerde.

## Composities

### Werken voor orkest
- 1977 Terpsichore, voor piano en orkest
- 1978 Two Wiltshire Portraits, voor orkest
- 1980 Through Streets Broad and Narrow, voor trompet, piano en strijkorkest
- 1984 Iona Circles, voor kamerorkest
- 1989 Elegies and Dances 2, voor viool en strijkorkest
- 1990 Beato Angelico, voor orkest
- 1994 Overture for Westmorland
- 2003 Symfonie nr. 1 - Mystic Nativity

#### Werken voor instrumenten en orkest
- 1986 Concert nr. 1, voor piano en orkest
- 1991 Concert nr. 2, voor piano en orkest
  1. Cadenza
  2. Scherzo
  3. Elegy
  4. Chorales I, II And III
  5. Danza - Finale - Coda
- 1993 Concert, voor harp en orkest
- 2005 Concert nr. 3 - The Nine Orders of Angels, voor piano en orkest

### Werken voor harmonieorkest
- 1987 Rain Dance, voor harmonieorkest

### Vocale muziek

#### Werken voor koor
- 1976 Noël, voor unisono koor
- 1977 Ave Maris Stella, voor gemengd koor en orgel
- 1985 Three Gaelic Lyrics, voor gemengd koor
- 1987 O What is that Sound? - The Quarry Children's workshop piece, voor piano, 3 slagwerkers, 2 sprekers, 6 koren (gesproken) - tekst: W.H. Auden
- 1991 Avebury - A dramatic sequence for radio, voor 2 sprekers, kinderkoor, orkest, wind effecten en elektronica
- 1991-1992 Thalassa - Songs of the Western Sea, voor bariton solo, kinder-, kamer en gemengd koor, dwarsfluit, 2 hoorns, 2 trompetten, strijkkwintet, tinwhistle, bodhrán, harp en accordeon
- 1992 Tell me, Tell me, Sarah Jane, voor vrouwenkoor en piano
- 1996 Miracles, voor gemengd koor, 2 violen, altviool, cello en piano - tekst: Dannie Abse
- In Dublin’s Fair City, voor solisten, gemengd koor en orkest

#### Liederen
- 1969-1970 Shakespeare Songs, voor hoge stem en piano - tekst: William Shakespeare
- 1970 Four Irish Songs - Patch Shaneen, voor hoge stem en piano - tekst: James Joyce
- 1972 Six Songs, voor middenstem en piano
- 1973 The Warden, voor hoge stem en piano
- 1973 Stevie Smith Songs, voor sopraan en piano
- 1973-1989 Five W. B. Yeats Songs, voor hoge stem en piano - tekst: William Butler Yeats
  1. The Fiddler of Dooney
  2. The Lake Isle of Innisfree
  3. The Stolen Child
  4. I am of Ireland
  5. He wished for the Cloths of Heaven
- 1977 Four Irish Love Songs, voor hoge stem en piano
- 1978 Birthright, voor hoge stem en piano
- 1979 T. Gwynn Jones Songs, voor hoge stem en piano - tekst: Thomas Gwynn Jones
- 1979 Fantasia on Welsh Folk Songs, voor hoge stem en piano
- 1980 Marban, voor sopraan solo en orkest
- 1980 Déjeuner du Matin, voor hoge stem en piano
- 1981 Songs for the Four Parts of the Night, voor hoge stem en viool
- 1981 On Wings of Ebony - From J. B. Keane's cycle Faces, voor sopraan solo en piano - tekst: John Brendan Keane
- 1981 Garments of the Night, voor sopraan solo, dwarsfluit, cello en piano - tekst: Ono No Komachi
- 1981 Four E. A. Robinson Songs, voor tenor solo, klarinet, fagot, hoorn, cello, slagwerk en piano - tekst: Edwin Arlington Robinson
- 1982 Under the Harvest Moon, voor zangstem en piano
- 1983 Strings in the Earth and Air - Five Poems from James Joyce's "Chamber Music", voor hoge stem en piano - tekst: James Joyce
- 1983 Encore Piece, voor hoge stem en piano
- 1989 A Thomas Moore Medley, voor hoge stem en piano - tekst: Thomas Moore
- 1992 Light Music, voor zangstem en piano - tekst: Derek Mahon
- 1992 Echoes under the Stones, voor zangstem en piano
- 1997 The Spanish Lady, voor sopraan solo, blokfluit, viool en piano
- 1997-1998 Visitations - Five Songs to Alexander Kelly's Poems, voor mezzosopraan en piano - tekst: Alexander Kelly
- 2002 I have lived and I have loved - Song Cycle for Ailish, zangcyclus voor sopraan en piano

### Kamermuziek
- 1976 Six Dances, voor klarinet en piano
- 1977 Carnival Evening, voor klarinet, viool en piano
- 1978 rev.1984 Sonatine, voor dwarsfluit en piano
- 1979 Three Little Frescoes, voor dwarsfluit, klarinet en fagot
- 1979 Elegies and Dances 1, voor klarinet, cello en piano
- 1990 Anna Livia Plurabelle, voor hobo, viool, altviool en cello
- 1992 Aria and Moto Perpetuo, voor altviool en piano
- 1993 Serendipity, voor viool, cello en piano
- 1994 Gwenny Variations, voor blokfluit en piano
- 1996 Timescape, voor viool, cello en piano
- 1996 The Maids of Mitchelstown Fancy, voor viool, cello en piano
- 1997 rev.1998 Sonata, voor twee violen en piano
- 1998 Jeanne Rainbow, voor altblokfluit en piano
- 2005 Celebration Quartet, voor strijkkwartet
- 2008 Fantasy, voor dwarsfluit, altviool en harp

### Werken voor piano
- 1963-1964 Five Preludes
- 1971 Oíche Ceoil
- 1974 Five Folk Songs
- 1975-1976 Alice Pictures
- 1980 Ganymede from "A Quartet of Satellites"
- 1980 A Quartet of Satellites
- 1980-1991 Two Variations on Irish Airs
- 1982 rev.1984 Masquerade 1
- 1983 Scherzo, voor 3 piano's
- 1987 The Rainbow Comes and Goes
- 1989 Masquerade 2
- 1994 Pick-up Pieces
- 1995 Ye that pipe and ye that play
- 1995 Soundings
- 1996 Jack's Mountain Bike
- 1996 Jack Tar
- 1996 Jack be Nimble
- 1996 Jack - Junior
- 1997 Dialogue, voor 2 piano's
- 1997 Suite for Siobhán
- 1997-1998 Along the Flaggy Shore
- 2001 In a Thousand Valleys Far and Wide
- 2005-2006 Broadway Rhythms
- 2005-2006 Manhattan Moods
- 2006 Gentle Julia
- 2007 Prisms - Seven short pieces
- 2011 Variations on Tabhair dom do Lamh

### Werken voor harp
- 1996 Les Anges de St Julien

### Werken voor gitaar
- 1992 Due Angeli